# Stratford sub Castle
Stratford sub Castle är en ort i civil parish Salisbury, i distriktet Wiltshire, i grevskapet Wiltshire, i England. Stratford sub Castle var en civil parish fram till 1954 när blev den en del av Laverstock. Civil parish hade 256 invånare år 1951.